# سیارک ۱۳۷۲
سیارک ۱۳۷۲ (به انگلیسی: 1372 Haremari، نامگذاری:1935QK) هزار و سیصد و هفتاد و دومین سیارک کشف شده‌است که در ۳۱ اوت ۱۹۳۵ و در هایدلبرگ کشف شد.
قدر مطلق سیارک برابر ۱۲٫۲۰ است.